# Aphthona basantapurica
Aphthona basantapurica es un coleóptero de la familia Chrysomelidae. Fue descrita en 2001 por Kimoto.